# Аксаков, Михаил Георгиевич (прозаик)
Михаи́л Гео́ргиевич Акса́ков (22 октября 1912, Воронеж — 25 декабря 1974, Душанбе) — советский писатель, драматург, переводчик, журналист, редактор. Член СП СССР.

## Биография
Аксаков Михаил Георгиевич родился в 1912 году в городе Воронеже, в семье агронома-лесовода. Окончив в Ташкенте Среднеазиатский институт инженеров и техников ирригации, М. Аксаков командируется в Киргизию и работал в республике с 1932 года скачало гидротехником, а затем гидрологом. В 1941 году его избрали на комсомольскую работу — секретарём Пролетарского райкома комсомола города Фрунзе, а вслед затем —  секретарём Иссык-Кульского обкома комсомола. В течение нескольких последующих лет М. Аксаков находился на партийной работе.

## Творчество
В 1948 году Михаил Аксаков начал серьёзно пробовать свои силы в литературе. В республиканских газетах всё чаще появлялись его очерки, рассказы, фельетоны. В 1951 году М. Аксаков был назначен ответственным секретарём редакции литературно-художественного альманаха «Киргизстан». В 1952 году в «Госкиноздат» вышел отдельной книгой его очерк «Советская Киргизия», а в 1953 году Киргизское государственное издательство выпустило сборник рассказов М. Аксакова «Братья». М. Аксаков работал собственным корреспондентом «Литературной газеты» в Киргизии, а с 1955 года являлся ответственным редактором журнала «Литературный Киргизстан».
На страницах газет и журналов систематически печатались рассказы, очерки, фельетоны, литературно-критические статьи М. Аксакова. В рассказе «Трое в степи», опубликованный в 1955 году, появились первые признаки увлечения писателя натуралистическим изображением жизни. Особенно ярко они сказались в повести «Золотые часы» (1956), подвергшейся справедливой критике общественностью республики.
М. Аксаков работал и в кинодраматургии. По его сценарию в 1957 году был поставлен первый художественный фильм Фрунзенской киностудии «Моя ошибка». В соавторстве с писателем Аскарбеком Салиевым им был создан сценарий фильма-очерка «Они родились в Тянь-Шане», поставленного Фрунзенской киностудии к 40-летию Великой Октябрьской социалистической революции.
М. Аксаков выступал и как переводчик, редактор. Им были переведены на русский язык повесть одного из старейших киргизских писателей С. Сасыкбаева «Дочь фабрики», повесть А. Токомбаева «Раненое сердце» и ряд других киргизских писателей.
Автор нескольких изданных во Фрунзе сборников рассказов. По сценарию М. Аксакова на студии «Киргизсфильм» были сняты первые в республике полнометражные художественные фильмы «Моя ошибка» (1958) и «Девушка Тянь-Шаня» (1960), также им написаны сценарии нескольких хроникально-документальных фильмов.

## Избранные произведения
- М. Аксаков. Советская Киргизия : Очерк о док. фильме. — Москва: Госкиноиздат, 1952. — 36 с.
- М. Аксаков. Братья (Рассказы: Песнь девушки; В буран; Новое море; Братья; Азамат; Весенние голоса; У пруда; Поручение; На рыбалке; Двойка Сатара; Исцеление; В спальном вагоне; На сома). — Фрунзе: Киргизгосиздат, 1953. — 155 с.
- М. Аксаков. Учитель пения (Разделы: На землях целинных; О рыбаках и рыбках; С ружьём по горам; Где-то в школе). — Фрунзе: Киргизучпедгиз, 1958. — 91 с.
- М. Аксаков. Горными тропами: Рассказы (Разделы: Будни нашей жизни; С ружьём и удочкой). — Фрунзе: Киргизгосиздат, 1962. — 141 с.
- М. Аксаков. Цветы и камни: главы из лирических тетрадей. — Фрунзе: Кыргызстан, 1970. — 148 с.